# NGC 3603
NGC 3603 es una región HII con un supercúmulo incrustado situados en el brazo espiral de Carina-Sagitario, en la Vía Láctea, a unos 20 000 años-luz de distancia del sistema solar. Esta nebulosa fue descubierta por John Frederick William Herschel en 1834.

Imagen de campo amplio capturada por el Wide Field Imager en La silla con NGC 3603 a la izquierda y NGC 3576 a la derecha.

El cúmulo está rodeado por una estructura compleja de gas neutro, ionizado (plasma) y polvo, conformando una región HII, y es a su vez una activa región de formación de estrellas.
HD 97950
es la región central del cúmulo estelar, una de las concentraciones de estrellas masivas más importantes de la Vía Láctea.
La potente radiación ultravioleta y los vientos estelares han desplazado al gas y el polvo, permitiendo así una visión integral del cúmulo.
NGC 3603 es visible en el telescopio del aficionado como una pequeña e insignificante nebulosidad grisácea con el cúmulo incrustado. En fotografías de larga exposición se aprecia de color rojiza por los efectos de la absorción interestelar por el polvo cósmico situado entre la Tierra y la nebulosa.
Los estudios ópticos de la década de 1960 coincidieron con las primeras observaciones radioastronómicas las cuales mostraron que era una fuente térmica extremadamente potente. NGC 3603 es considerado un ejemplo de brote estelar (starburst, en inglés), concepto introducido de la observación de otras galaxias con regiones de formación estelar donde la tasa de formación de estrellas excede en algunos órdenes de magnitud el promedio de la galaxia.
Sher 25 es una de las estrellas de NGC 3603 y posee una nebulosa muy distintiva, con forma de reloj de arena. Los astrónomos sospechan que esta nebulosa es material eyectado enriquecido en nitrógeno durante su evolución hacia la fase de supergigante azul y guarda muchas similitudes con la nebulosa que existía alrededor de la estrella Sanduleak -69° 202a, la estrella progenitora de la supernova SN 1987A en la Gran Nube de Magallanes.
A pesar de la cercanía aparente con NGC 3576 no tienen ninguna relación física ya que esta última nebulosa está a la mitad de la distancia de NGC 3603 a la Tierra.

## Galería

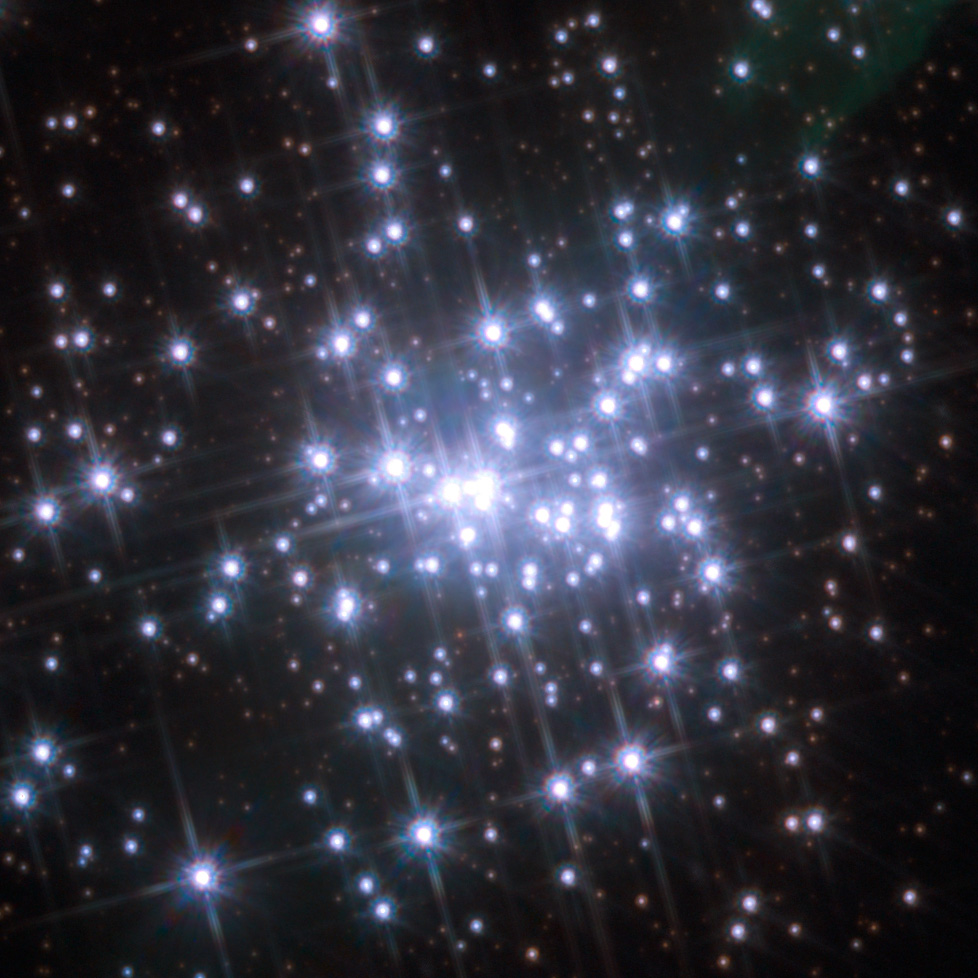
El núcleo del cúmulo estelar en NGC 3603 visto en gran detalle con la Cámara de Campo Ampliado 2 (WFPC2) del telescopio espacial Hubble.
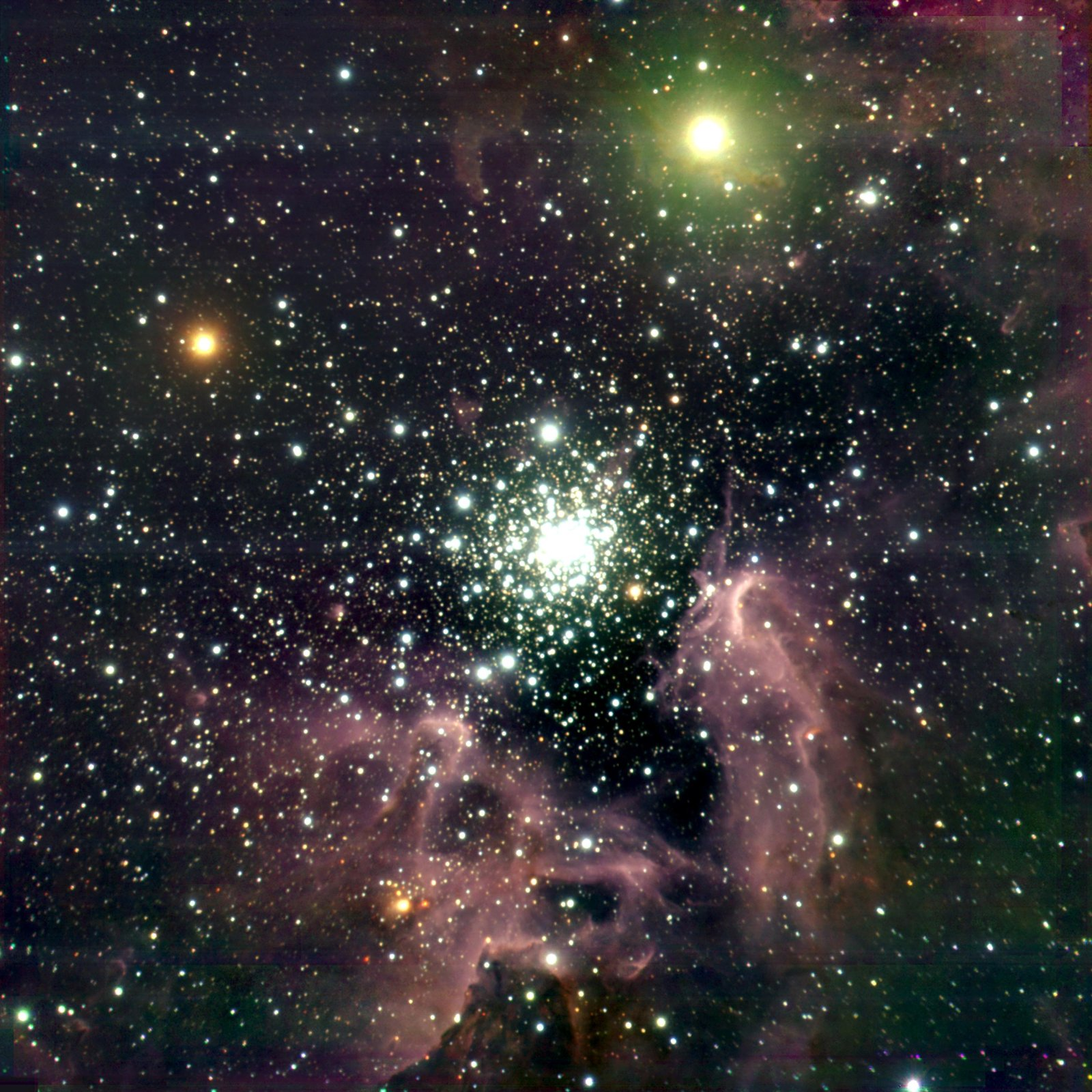
Imagen de la región de NGC 3603 obtenida en tres bandas del infrarrojo cercano (filtros Js, H y Ks) con la cámara ISAAC del telescopio VLT.
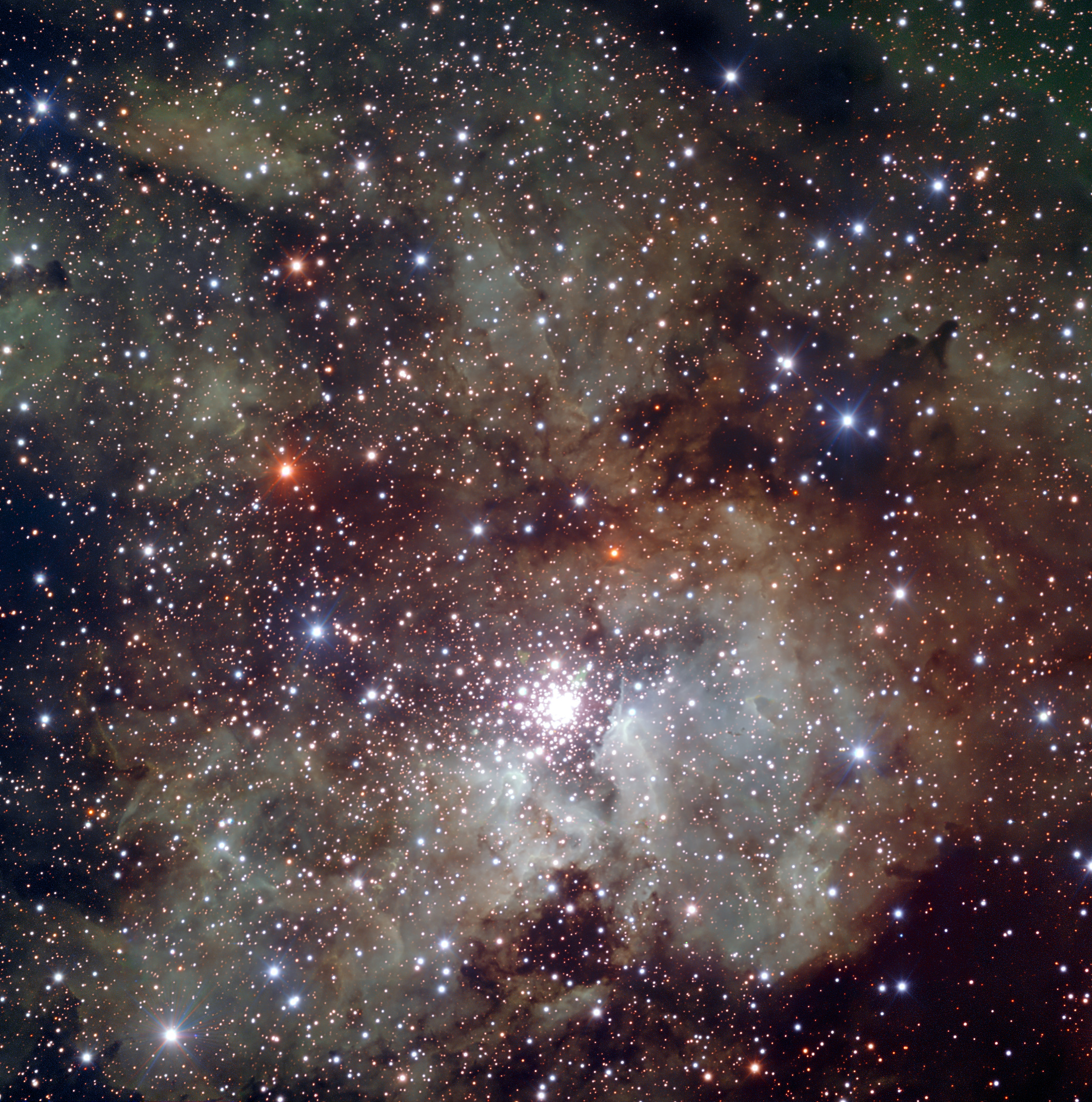
La imagen obtenida con la cámara óptica FORS del telescopio VLT, es una combinación de tres exposiciones adquiridas en las bandas V, R e I.
imagen de campo amplio por el DSS.